# Gisekia
Gisekia je jediný rod čeledi Gisekiaceae vyšších dvouděložných rostlin z řádu hvozdíkotvaré (Caryophyllales). Rod zahrnuje celkem 5 druhů bylin se vstřícnými listy, rostoucích v Africe, na Madagaskaru a v Asii.

## Popis
Zástupci rodu Gisekia jsou jednoleté nebo vytrvalé, vzpřímené nebo rozprostřené, silně větvené byliny se vstřícnými nebo zdánlivě přeslenitými jednoduchými listy. Čepel listů je čárkovitá až kopinatá. Květy jsou pravidelné, zpravidla oboupohlavné, s nerozlišeným vytrvalým okvětím z 5 volných lístků, uspořádané ve vidlanovitých květenstvích, někdy stažených a připomínajících okolík. Tyčinek je 5 až 20, jsou volné, se zploštělými kopinatými nitkami. Semeník je nejčastěji z 5 (3 až 15) plodolistů, které jsou srostlé jen na bázi. V každém plodolistu je jediné vajíčko. Plodem je souplodí ledvinitých merikarpií, u některých zástupců křídlatých.

## Rozšíření
Rod zahrnuje 5 druhů a je rozšířen v Africe, na Madagaskaru a v tropické Asii od Arábie po Indočínu. Druh Gisekia pharnacioides byl zavlečen na jihovýchod Spojených států.

## Taxonomie
Čeleď Gisekiaceae se objevuje v taxonomii až v systému APG II z roku 2003. Do té doby byl rod Gisekia řazen do čeledi líčidlovité (Phytolaccaceae) nebo Molluginaceae.

## Význam
Čerstvé rostliny Gisekia pharnacioides jsou v tradiční indické Ájurvédě používány proti tasemnicím.